# Universitetet i Split
Universitetet i Split (kroatiska: Sveučilište u Splitu) är ett universitet i Split i Kroatien. Universitetet har 13 fakulteter och 124 utbildningsprogram. Det grundades 1974 och sedan dess har 40 000 studenter examinerats från universitetet.

### Fotnoter
1. ↑  Universitetets officiella webbplats Arkiverad 24 januari 2010 hämtat från the Wayback Machine.